# Makken
Makken (of: De Makken) is de naam van een natuurgebied dat gelegen is ten zuiden van het Nederlandse dorp Vierlingsbeek.
Het gebied is genoemd naar het voormalige Kasteel Het Makken en het is in bezit van Staatsbosbeheer.
In 1990 besloeg het natuurgebied nog 33 hectare, maar tegenwoordig is dit uitgebreid tot 111 ha. Het omvat afwisselende loofbossen, met veel eiken en ook weilanden. De Makken is gelegen in het dal van de Molenbeek en de Oeffeltse Raam. Kenmerkend voor het gebied zijn de steilranden. Er is een rijke flora met onder meer bosanemoon en dotterbloem. De geelgors en de grasmus broeden er en er zijn enkele dassenburchten.